# Africalpe
Africalpe is een geslacht van vlinders van de familie spinneruilen (Erebidae), uit de onderfamilie Calpinae.

## Soorten
- A. intrusa Krüger, 1939
- A. nubifera Hampson, 1907
- A. vagabunda Swinhoe, 1884